# 商丘市第一中学
商丘市第一中学，创建于1949年，简称商丘一中。为商丘首批示范性中学、国家级德育实验和全国教育“十五”科研规划教育部重点课题实验学校。
之前为完全中学（初中高中均有）。1999年8月初中部与高中部分设，初中部留在原校区，校名继续沿用；高中部迁至归德中路，独立为商丘市第一高级中学。
老校区（又称北校区/神火大道校区）占地20余亩，共有74个教学班，新校区（又称南校区/日月湖校区）占地140余亩，共有44个教学班，两校区共计6800名在校生，教职工528人。
商丘市第一中学现任校长为王付山。前任校长为牛超（于2021年2月5日卸任）。